# تأثير وسائل الإعلام
تأثير وسائل الإعلام يستخدم المصطلحان (التأثير على وسائل الإعلام) و (آثار وسائل الإعلام) في الدراسات الإعلامية وعلم النفس ونظرية الاتصال وعلم الاجتماع إشارة إلى آثار الإعلام الجماهيري والثقافي على تفكير واتجاهات وسلوك الفرد أو الجمهور.
التأثير على وسائل الإعلام  يشير إلى القوة الفعلية التي تمارسها رسالة الإعلام، مما أدى إلى التغيير أو التعزيز في معتقدات الجمهور أو الفرد.
آثار وسائل الإعلام  تنجم عن تأثير وسائل الإعلام، أو رسالة الإعلام وهي آثار قابلة للقياس. ما إذا كانت تلك الرسالة الإعلامية لها تأثير على أي من أعضائها الحضور يتوقف على عوامل كثيرة، بما في ذلك ديموغرافية الجمهور والخصائص النفسية. يمكن أن تكون هذه الآثار إيجابية أو سلبية، بشكل مفاجئ أو تدريجي، قصيرة الأجل أو طويلة الأمد. لا تؤدي كل الآثار إلى التغيير: فبعض الرسائل الإعلامية تعزز اعتقاداً موجوداً. قاموا الباحثين بدراسة التغييرات التي ظهرت في الإدراك والنظم العقائدية والمواقف، فضلا عن الآثار النفسية والفسيولوجية والسلوكية للجمهور بعد تعرضهم لوسائل الإعلام.[1] وهناك العديد من التعريفات العلمية لآثار وسائل الإعلام. عرفها براينت وزلمان بأنها «الأثر الاجتماعي والثقافي والنفسي للتواصل عبر وسائل الإعلام الجماهيري.» وذكرت بيرس أن الباحثين قاموا بدراسة آثار وسائل الإعلام عبر «كيفية التحكم أو التعزيز، أو التخفيف من تأثير وسائل الإعلام الجماهيري على الأفراد والمجتمع». [3] وذكرت لانغ في دراسة بحثيه عن آثار وسائل الإعلام «ما هي أنواع المحتوى، ما هي وسيلة الاتصال، أي الأشخاص قد تؤثر عليهم، في أي الأوضاع.» [4]

## التاريخ
شهدت دراسات آثار وسائل الإعلام عدة مراحل، في الغالب تبعاً لتطور تكنولوجيات وسائل الإعلام الجماهيري.[5]

### الفترة القوية لآثار وسائل الإعلام
تطورت تكنولوجيات وسائل الإعلام الجماهيري،
منذ أوائل القرن العشرين إلى الثلاثينات من القرن الماضي،
مثل الراديو والسينما، قيدت بقوه لا تقاوم تقريباً لتشكل معتقدات وإدراك وسلوكيات الجمهور وفقاً لإرادة الإعلاميين. كان الافتراض الأساسي لنظرية قوة آثار وسائل الإعلام أن الجماهير كانوا متقبلين ومتجانسين. واستند هذا الافتراض لا على الأدلة التجريبية ولكن على أساس افتراضات الطبيعة البشرية. هناك تفسيران رئيسيان لهذا التصور لآثار وسائل الإعلام الجماهيري. . أولا، اكتساب تقنيات البث الجماهيرية جمهور على نطاق واسع، حتى بين أوساط الأسر. كانت الناس مذهولة من سرعة بث المعلومات، الذي قد يكون غطى على تصورهم لأية آثار لوسائل الإعلام. ثانيا، نفذت العديد من الحكومات تقنيات الدعاية في فترة الحرب كأداة قويه لتوحيد شعوبها. جسدت هذه الدعاية قوة تأثير التواصل. مؤخراً، اغلب البحوث لآثار وسائل الإعلام ركزت على قوة هذه الدعاية (على سبيل المثال لاسويل، 1927[7]). بحث من خلال البيئة التكنولوجية والاجتماعية، وذكرت حديثاً نظريات آثار وسائل الإعلام أن جميع وسائل الإعلام الجماهيرية قويه.
نظريات التمثيل:
- نموذج حقن الإبرة تحت الجلد، أو نظرية الرصاصة السحرية: تعتبر أن الجمهور هم الأهداف لرصاصة المعلومات التي أطلقت من مسدس وسائل الإعلام. وأن الجمهور غير قادر على تجنب أو مقاومة الرصاص.

### الفترة المحدودة لآثار وسائل الإعلام
بدأت الفترة الثانية من سلسلة دراسات آثار وسائل الإعلام
من البحوث التجريبية، مثل إجراء دراسات «الصندوق باين»
في الولايات المتحدة في الثلاثينات من القرن الماضي. ركزت العديد من الدراسات الأخرى المنفصلة على دراسات آثار الإقناع أو الاحتمالات لاستخدام خطط الإقناع في السينما أو وسائل الإعلام الأخرى. هوفلاند وآخرون.(1949) أجرت سلسلة من الدراسات التجريبية لتقييم الآثار المترتبة على استخدام الأفلام لتلقين المجندين في الجيش الأميركي. [8] لازارسفيلد (1944) ودراسات زملائه الفعاله للحملات الانتخابية الديمقراطية أطلق دراسات تأثير الحملة السياسية.